# Aulus Plautius (consul en -1)
Aulus Plautius (fl. 1 av. J.-C.) est un homme politique de l'Empire romain.

## Biographie
Il s'est marié avec Vitellia, sœur de Publius Vitellius. Il est le père de Quintus Plautius, marié avec Sextia.
Il est consul suffect en 1 av. J.-C.